# 和田町 (浜松市)
和田町（わだちょう）は静岡県浜松市中央区の町名。丁番を持たない単独町名である。住居表示未実施。

## 地理
浜松市中央区の東部、和田地区の西部に位置する。東で篠ケ瀬町及び天龍川町、西で宮竹町及び大蒲町、南で青屋町及び飯田町、北で上西町と接する。

### 学区
小学校・中学校の学区は以下の通りである。
- 浜松市立和田小学校
- 浜松市立天竜中学校

## 歴史

### 町名の由来
平安時代に長田庄司忠致が居住していたところから長田がいつしか永田に変化していったと伝えられている。

### 沿革
- 1954年（昭和29年）3月31日 - 浜名郡和田村が浜松市に編入される。
- 1955年（昭和30年） - 大字永田から和田町に町名変更を行う[書籍 1]。
- 2007年（平成19年）4月1日 - 浜松市が政令指定都市となる。和田町は東区の一部となる。
- 2024年（令和6年）1月1日 - 浜松市の行政区再編により、和田町は中央区の一部となる。

## 施設
- 浜松アリーナ
- 社会福祉法人浜松児童福祉園ルミーナプレスクール
- 遠州信用金庫和田支店
- 浜松日産自動車 本社
- 浜松ヤナセ 本社
- マックスバリュ浜松和田店
- 杏林堂薬局和田店
- クリエイトSD浜松和田店
- ニトリ浜松和田店
- エディオン浜松和田店
- コーナンPRO浜松和田店
- セブン-イレブン浜松アリーナ前店
- 臨済宗方広寺派長傳寺
- 八柱神社

## 交通

### バス
- 遠鉄バス80中ノ町磐田線：（浜松駅 - ）浜松アリーナ - 和田町西 - 和田町（ - 中ノ町・磐田営業所 方面）

### 道路
- 国道152号（自動車街通り）
- 静岡県道45号天竜浜松線（笠井街道）
- 静岡県道312号中野子安線（東海道）
- 静岡県道315号五島天竜川停車場線
- 浜松市道和田5号線（和国道路）

## その他

### 警察
警察の管轄区域は以下の通りである。
| 番・番地等 | 警察署       | 交番・駐在所 |
| ---------- | ------------ | ------------ |
| 全域       | 浜松東警察署 | 和田交番     |

### 消防
消防の管轄区域は以下の通りである。
| 番・番地等 | 消防署   | 本署/出張所 |
| ---------- | -------- | ----------- |
| 全域       | 東消防署 | 本署        |

### 書籍
1. 1 2  『わがまち文化誌 天竜川と東海道 -浜松の東玄関-』浜松市天竜公民館、1994年2月26日、20頁。

### WEB
1. ↑  “h02_22.csv”.   総務省 (2022年2月10日). 2024年6月29日閲覧。
2. ↑  “chuouku_menseki.xlsx”.   浜松市 (2024年3月12日). 2024年6月29日閲覧。
3. ↑  “静岡県 浜松市中央区 和田町の郵便番号 - 日本郵便”.   日本郵便. 2025年2月15日閲覧。
4. ↑  “市外局番の一覧”.   総務省 (2022年3月1日). 2024年6月29日閲覧。
5. ↑  “事業所案内及び管轄地域（事務所3件、分室3件）”.   一般社団法人静岡県自動車会議所. 2024年6月29日閲覧。
6. ↑  “住居表示実施状況／浜松市”.   浜松市 (2024年1月4日). 2024年6月29日閲覧。
7. ↑  “学校名から探す／浜松市”.   浜松市 (2024年1月1日). 2024年6月29日閲覧。
8. ↑  “和田交番｜静岡県警察”.   静岡県警察 (2024年1月1日). 2024年6月29日閲覧。
9. ↑  “消防署の町別管轄「わ」／浜松市”.   浜松市 (2024年3月21日). 2024年6月29日閲覧。